# タスマン海

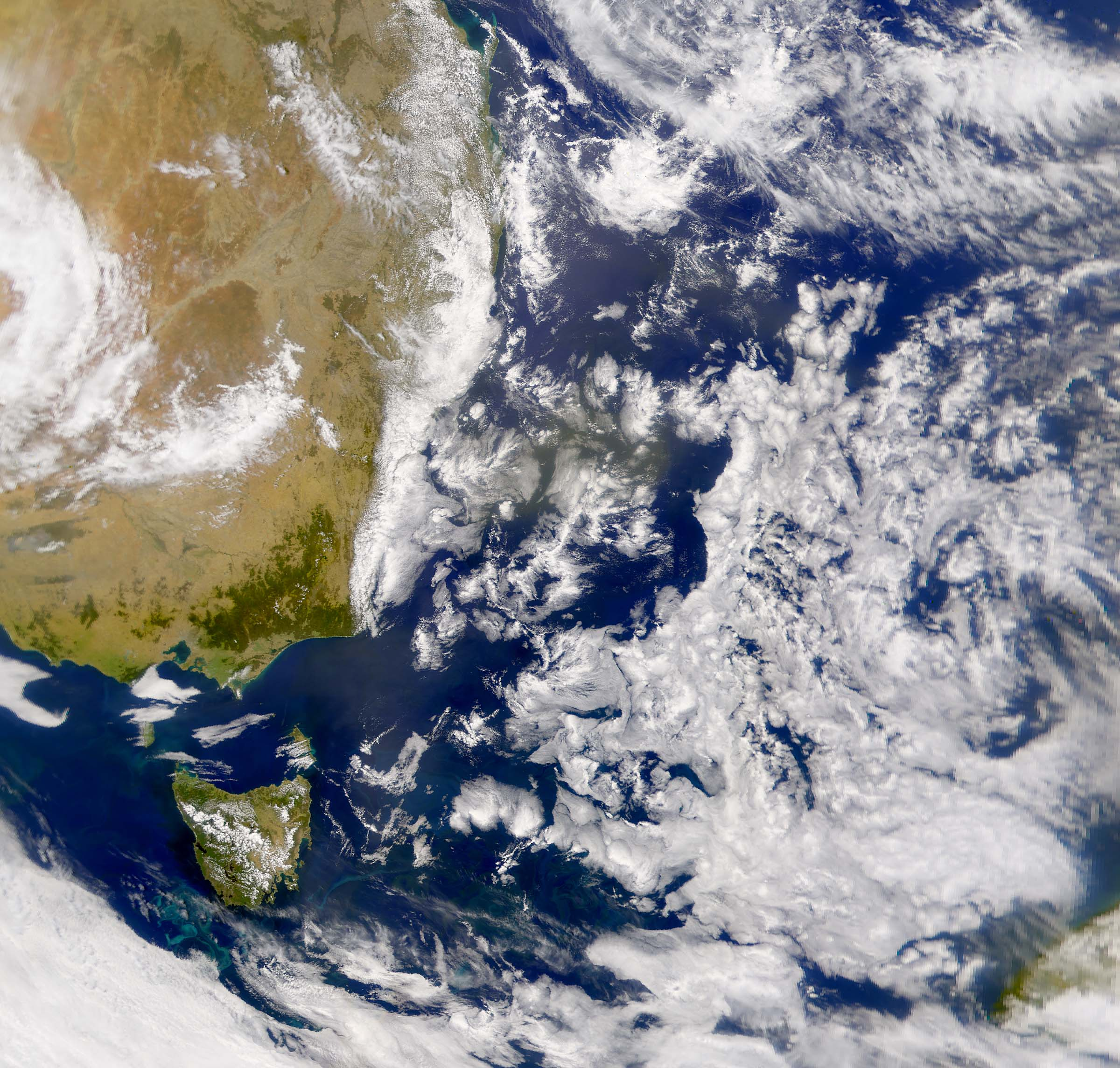
タスマン海域の衛星写真（NASA画像）

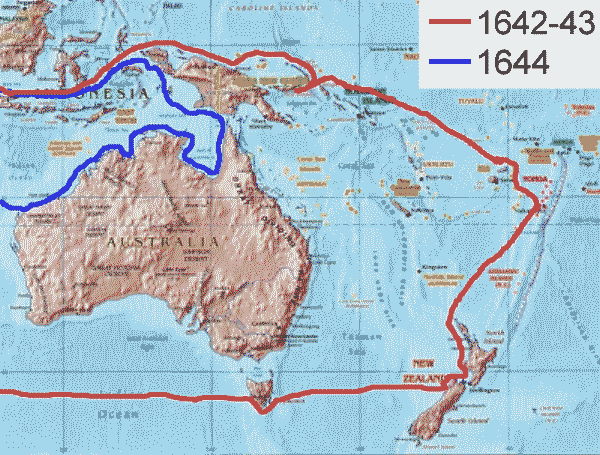
タスマンがたどったルート

タスマン海（タスマンかい、Tasman Sea）は、オーストラリア南東部やタスマニア島とニュージーランドに挟まれた太平洋南部の海域。約2,000km四方の大きさであり、面積は約230万km²。水深は最高で5,257mである。
オーストラリアやニュージーランドなどでは、タスマン海のことを俗にザ・ディッチ (The Ditch) と呼んでいる。crossing the ditchという言葉で、オーストラリアからニュージーランドへ、あるいはニュージーランドからオーストラリアへ移動することを指す。

## 歴史
1642年に来航したオランダの探検家アベル・タスマンにちなんで、1890年に命名された。のちにイギリスの探検家キャプテン・クックも1770年代にタスマン海を探検している。

## 地理

### 範囲
国際水路機関 (IHO) が編集・発行している「大洋と海の境界」1953年版によれば、タスマン海の範囲は以下のように定められている。
西側の境界線
オーストラリア大陸のガボ島（ハウ岬の近く、南緯37度30分）から、東経148度線上にあるイースト・シスター島を結び、そこから東経148度線に沿ってフリンダース島・ケープバレン島を通ってタスマニア島のエディストン岬からサウスイースト岬まで。おおむねオーストラリア大陸とタスマニア島を結ぶ線で、この線より西側はバス海峡となる。
北側の境界線
オーストラリア大陸から南緯30度線を東へのばし、東経159度18分との交点から南下してサウス・イースト岩礁まで。これより北は珊瑚海となっている。
北東側の境界線
サウス・イースト岩礁からスリーキングズ諸島を結び、そこからニュージーランド北島のノース岬まで。これより東側は南太平洋となっている。
東側の境界線
ニュージーランド北島のパリサー岬とニュージーランド南島のキャンベル岬を結ぶ線。クック海峡のほぼ東の端を結んだ線で、これより東側は南太平洋となっている。また、南島のワイパパパ岬からスチュアート島のイースト・ヘッドを結ぶ線。フォーボー海峡を横断する線で、やはりこれより東側は南太平洋となっている。
南東側の境界線
スチュアート島のサウス・ウェスト岬からスネアズ諸島を通りオークランド島（オークランド諸島）のノース・ウェスト岬まで。
南側の境界線
オークランド島の南端とタスマニア島のサウス・イースト岬を結ぶ線。これより外側は南太平洋である。

### 海域内の島
海域内にはオーストラリア領のロード・ハウ島やボールズ・ピラミッドが存在する。

### 海底地形
海底地形として、ロード・ハウ海嶺やタスマン海盆がある。
最近の研究によると、オーストラリア大陸はもともと現在の倍ほどの面積があり、大陸の東端はケルマデック海溝などに面して広がりニュージーランドなどの島々と地続きであった。その後、オーストラリア大陸の東半分がマントル圧の低下により沈没し、かつてのオーストラリア大陸の東部は現在ではタスマン海となっている。（Scientific American誌）。

## タスマン海の横断
タスマン海を手漕ぎのボートで横断する試みがある。海流の関係でニュージーランドからオーストラリアへ向かう方が、その逆よりも難しいとされている。
1人乗りの手漕ぎボートで横断に成功した事例は2010年3月時点で2例あり、1例目は1977年に63日かかってコリン・クインシーがニュージーランドからオーストラリアへ横断した。2例目は逆にオーストラリアからニュージーランドへ向かって横断したもので、コリンの息子であるショーン・クインシーが2010年に53日かけて横断に成功した。
この他に2人のりのカヤックなどで横断した事例もあるが、一方で失敗し行方不明になった事例も過去にある。2007年2月にはオーストラリアの登山家アンドリュー・マコーリーが、タスマニア島からカヤックで単独横断を試みたもののミルフォード・サウンド沖で遭難、カヤックを残して失踪している。